# Conferència de l'ONU sobre el canvi climàtic
Les Conferències de les Nacions unides sobre els canvis climàtics és el resultat d'un procés iniciat per l'ONU en 1992 a la continuació de la Cimera de Rio per fer cara al canvi climàtic. Pren la forma d'una continuació de Conferències de les parts (o COP per Conference of the Parties) organitzades cada any des de 1995. El resultat essencial d'aquest procés és la posada en marxa del Protocol de Kyoto de 1997 i l'Acord de París destinats a estabilitzar el clima.

## Fundació
El reconeixement del canvi climàtic data de ben més de 30 anys. El 1985, el primer informe del Grup Intergovernamental sobre el Canvi Climàtic (GIEC) ha confirmat la seva gravitat. Ha abocat una Convenció Marc sobre el Canvi Climàtic adoptada per 154 país en el moment de la Convenció de Rio de 1992 i #que truca els països a tractar en funció de les seves responsabilitats i capacitats per estabilitzar la concentració de gas a efecte d'hivernacle en l'atmosfera. A continuació ha #estar ratificada per 189 país l'any 2004. Des de la signatura d'aquest acord mundial de lluita contra els canvis climàtics, una conferència de les parts prenantes a aquest acord, una COP, es té cada any en desembre.

## La construcció del Protocol de Kyoto
El 1997, la COP3 #que s'ha tingut a Kyoto ha #ser molt important, ja que ha permès de llançar un procés desembocant després dels COP4 (Buenos Àrees, 1998), COP5 (Bonn, 1997) i COP6 (La Haia, 2000), a definir el Protocol de Kyoto. Una fes ratificat per prou de països, aquest protocol ha entrat en vigor en febrer 2005 amb la finalitat de reduir d'almenys 5% pel que fa al nivell de 1990 els emissions de gasos a efecte d'hivernacle (GES) d'aquí la seva clausura l'any 2012.

## La Conferència de Copenhague el 2009
Però el 2009, la COP15 a Copenhaguen va ser molt decebedora, ja que, després d'haver reunit els caps d'estat més importants, va donar esperança decisions clau de la cimera, que va ser vist com un dels "feble esperança". Però, mal preparada, la conferència va donar lloc només a una declaració i una disposició al front sense cap compromís significatiu dels Estats. Així, el Fons Verd per al Clima - la qual defineix el principi - amb prou feines ha estat finançat.

## El prolongament del Protocol de Kyoto
No n'és més de fins i tot avui perquè els successius informes del GIEC, les catàstrofes climàtiques i les mobilitzacions mancomunades han acabat per reunir de nombrosos Estats al voltant de la definició d'un objectiu comú de reducció dels emissions de GES. Si encara que en 2011, la COP17 de Durban ha permès de definir un agenda de compromisos actiu més enllà de 2011, el terme del protocol de Kyoto, això al mateix temps #que llançava oficialment el Fons verd pel clima. El 2012, la COP18 de Doha ha permès la prolongació d'exactitud del protocol de Kyoto definint un segon període de compromís del començament 2012 a final 2020. Finalment, en 2013, la COP19 de Varsòvia que s'ha desenrotllat mentre que el tifó Haiyan provocava més de 8000 desaparicions a les Filipines va permetre  una millora del full de ruta cap a la cita de 2015 per la COP21.

## L'Acord de París
L'Acord de París estableix mesures per a la reducció de les emissions de gasos amb efecte d'hivernacle a partir de l'any 2020. L'Acord va ser negociat durant la XXI Conferència sobre el Canvi Climàtic de París i adoptat per 195 països el 12 de desembre de 2015. Segons el ministre francès d'Afers Exteriors Laurent Fabius, «aquest pla ambiciós i equilibrat representa un punt d'inflexió històric en l'objectiu de reduir l'escalfament global».